# Brazilian Day

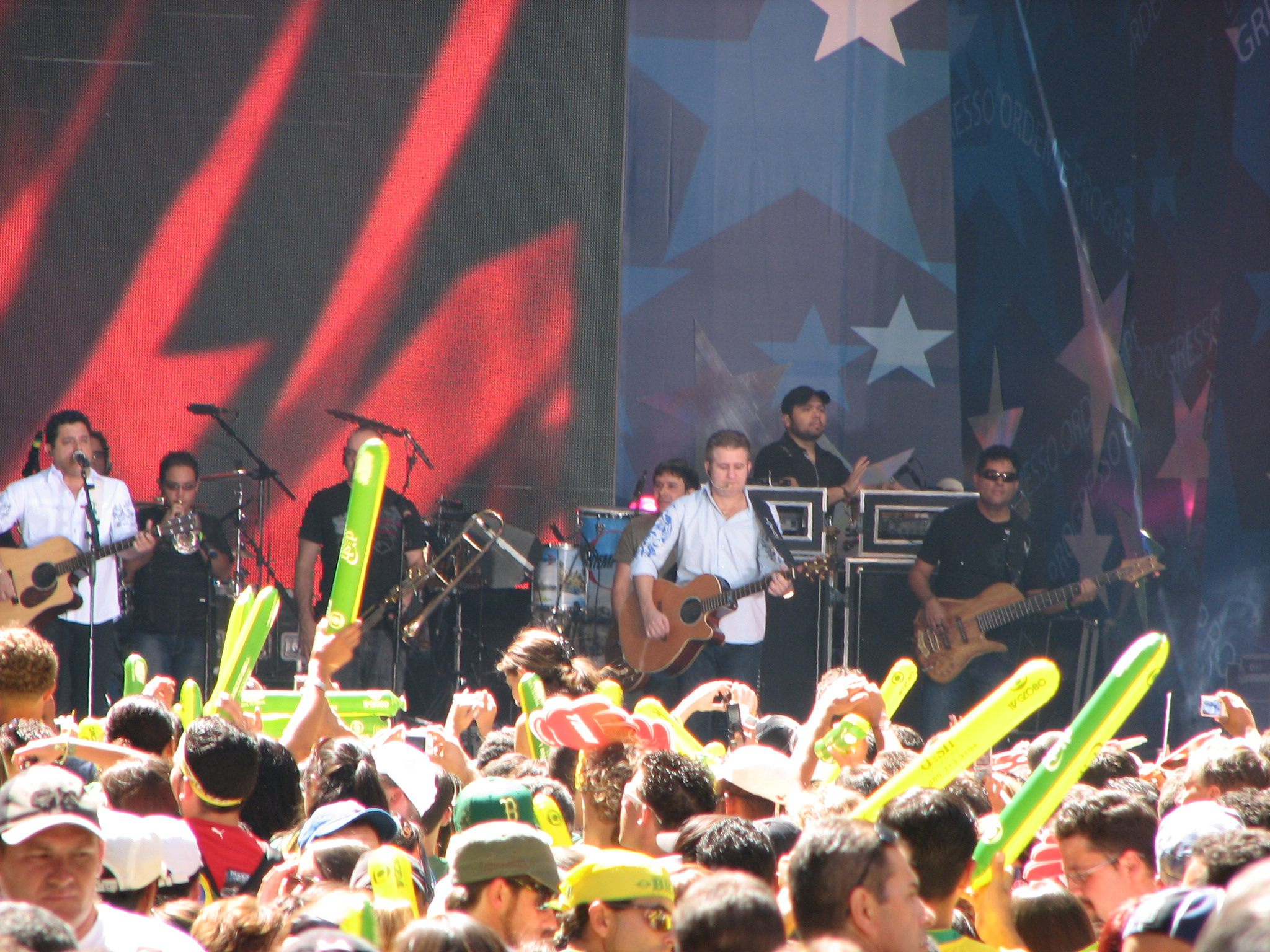
Bruno e Marrone em apresentação no Brazilian Day de 2007.

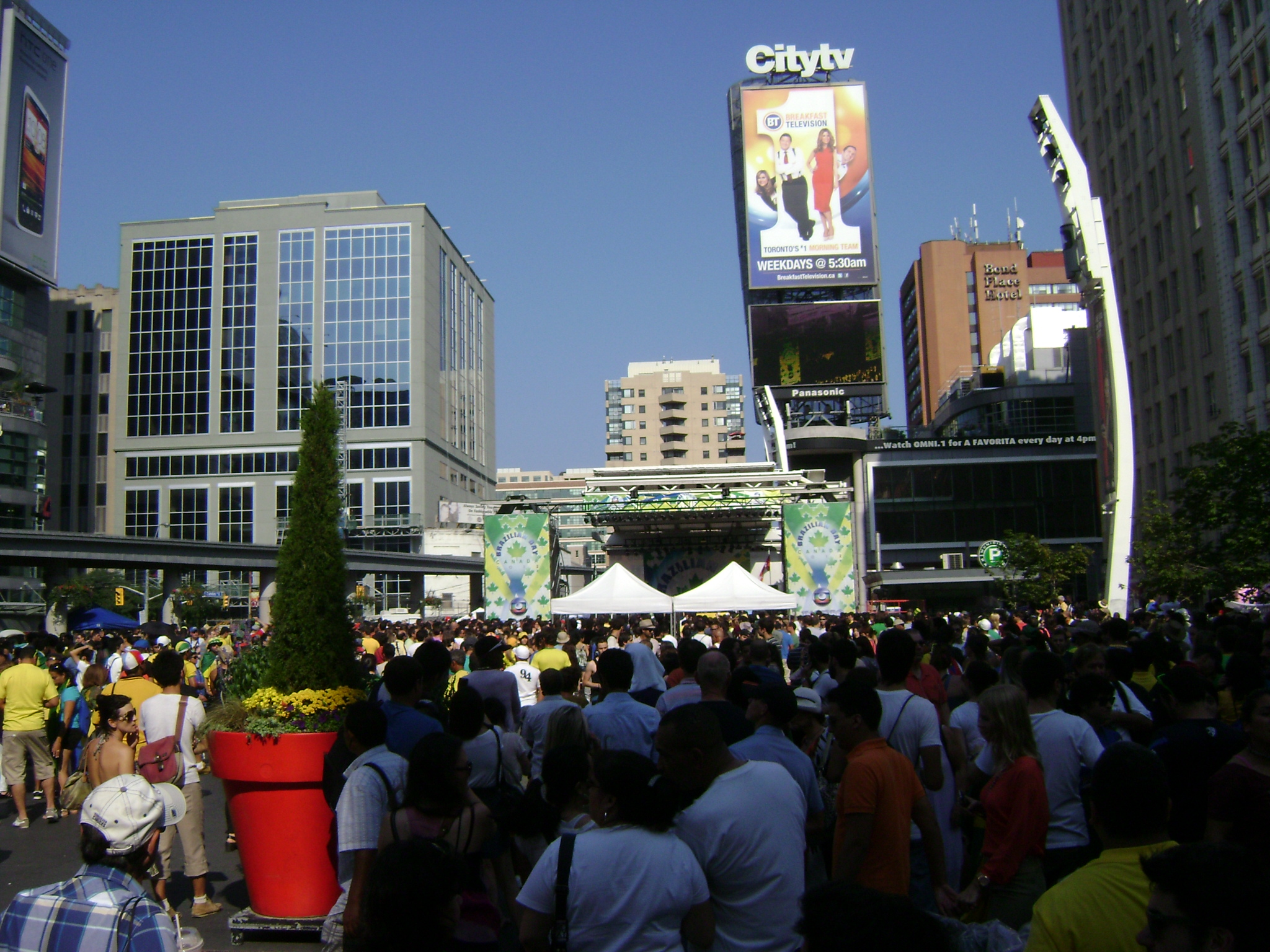
Palco do Brazilian Day Canada 2012

Brazilian Day, também conhecido como Brazilian Day in New York, é uma festa realizada em Nova Iorque, no domingo precedente do Labor Day (dia do trabalho), fazendo parte do calendário oficial da cidade. O evento começou em 1984 criado por João de Matos, o líder da comunidade brasileira nos Estados Unidos nas proximidades da Rua 46, conhecida como a "rua dos brasileiros" (Little Brazil Street), que também foi criada por João de Matos, devido à forte presença de cidadãos brasileiros residindo nesta rua de Nova York. O evento foi criado por João de Matos que ainda é o presidente do evento e  tem o apoio institucional da TV Globo Internacional que organiza a presença de vários artistas brasileiros e celebridades globais para a festa que integra a missão da emissora: levar o Brasil para os brasileiros que moram no exterior.
Com o passar do tempo, o Brazilian Day New York cresceu mudando-se para a Avenida 6 (na esquina das ruas 42 e 46), e tornando-se uma das maiores e mais festejadas atrações brasileiras realizadas fora do Brasil sempre com a organização de João de Matos. Na festa, uma multidão se reúne para ver os espetáculos e visitar as barracas de comida e produtos típicos do país.
A Rede Globo de televisão tem transmitido a festa nos últimos anos, fazendo com que a mesma se torne conhecida no Brasil.
Muitos artistas brasileiros participam do Brazilian Day, como por exemplo Netinho e Daniela Mercury (2001); Ivete Sangalo (2003); Skank e Timbalada (2004); Araketu e Chitãozinho & Xororó (2005); Babado Novo, Sandy e Junior e Banda Calypso (2006 e 2013). A grande atração de 2010 foi Ivete Sangalo, que trouxe todo o seu ritmo e carisma para as ruas de NY.
Em 2009, o Brazilian Day se expandiu para outros pontos do planeta, como Toronto (Canadá), Tóquio (Japão), Londres (Inglaterra), Los Angeles (Estados Unidos), Lisboa (Portugal) e Luanda (Angola).
Em 2019, com Simone e Simaria, Jorge & Mateus e Alok bateram recorde de público. O público foi estimado em mais de dois milhões de pessoas.
Em 2020 o evento foi cancelado devido à Pandemia de COVID-19.